# Ugron-kúria (Homoródszentmárton)
A homoródszentmártoni Ugron-kúria műemlék épület Romániában, Hargita megyében. A romániai műemlékek jegyzékében a HR-II-m-A-12867 sorszámon szerepel.